# Montemiletto

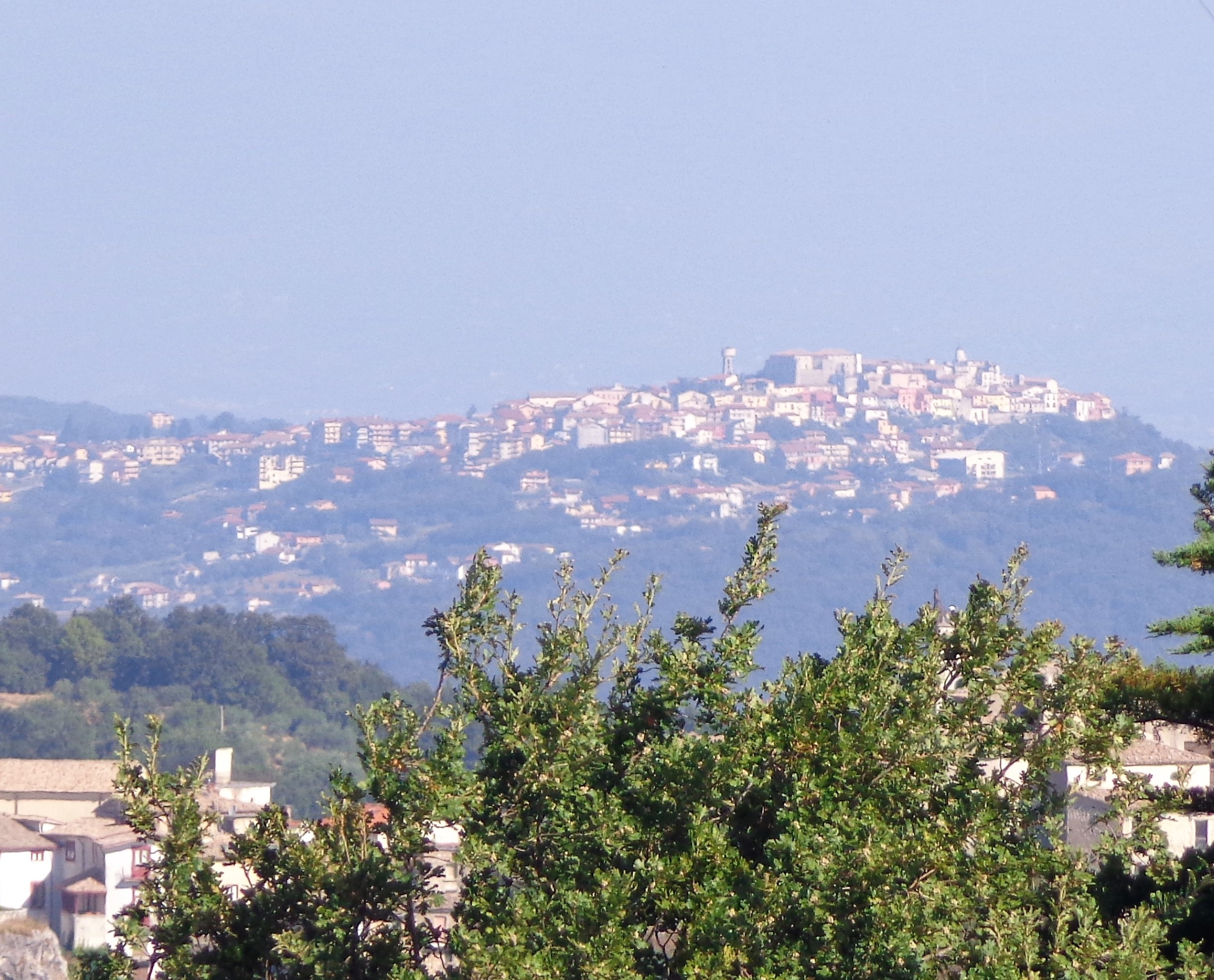
Panorama

Montemiletto ist eine Gemeinde mit 5058 Einwohnern (Stand 31. Dezember 2023) in der Provinz Avellino, Region Kampanien.
Die Nachbarorte von Montemiletto sind Lapio, Montefalcione, Montefusco, Pietradefusi, Prata di Principato Ultra, Pratola Serra, Santa Paolina, Taurasi und Torre Le Nocelle.

## Bevölkerungsentwicklung
Montemiletto zählt 2075 Privathaushalte. Zwischen 1991 und 2001 stieg die Einwohnerzahl von 5285 auf 5312. Dies entspricht einer prozentualen Zunahme von 0,5 %.

## Verkehr
Der Bahnhof Montemiletto liegt südlich des Ortes an der im Personenverkehr nicht mehr bedienten Bahnstrecke Avellino–Rocchetta Sant’Antonio.